# 森澄雄
森 澄雄（もり すみお、1919年（大正8年）2月28日 - 2010年（平成22年）8月18日）は、日本の俳人。
長崎県出身。本名、森澄夫。加藤楸邨に師事、「杉」を創刊・主宰。
「寒雷」に投句、のちに編集長を務める。日常の哀歓を材とし、古典回帰を重んじた格調高い句を詠んだ。句集に『雪櫟』(1954年)、『花眼』(1969年)、『四遠』(1986年)、『深泉』(2008年)などがある。

## 経歴
兵庫県旭陽村（現・姫路市網干区）に生まれ、5歳より長崎県長崎市で育つ。父・貞雄、母・まゑの長男。父は歯科医で冬比古の俳号を持つ俳人であった。長崎市立朝日尋常小学校、長崎県立瓊浦中学校、長崎高等商業学校（現長崎大経済学部）卒業。1942年、九州帝国大学法文学部経済学科卒業と同時に応召、44年から南方を転戦し、ボルネオで終戦を迎える。46年、復員。47年、佐賀県立鳥栖高等女学校教員となり、48年、勤務先で出会った女性と結婚。上京し東京都立第十高等女学校（現・都立豊島高校）に就職、同校の作法室に住んだ。
俳句は父・冬比古の影響ではじめ、高等商業在学中に学内の句会「緑風会」入会、松瀬青々門の野崎比古教授の指導を受ける。また「馬酔木」の句会に参加、加藤楸邨の指導を受けた。1940年、楸邨の主宰誌「寒雷」創刊に参加し楸邨に師事。翌年に巻頭を取り注目される。第一回寒雷暖響賞を受賞したんだ。1956年から71年まで同誌編集にも携わった。1954年、第一句集『雪礫』を刊行、70年、句誌『杉』を創刊、主宰。1995年、脳溢血で倒れ、左半身に麻痺が残り会話も不自由となる。1997年より日本芸術院会員。ほか読売俳壇選者を37年間務めた。句に登場する固有名詞を観光案内のように細かく説明する独特の選評だった。2010年8月18日、肺炎のため91歳で逝去。

## 作品
代表句に
- 雪国に子を生んでこの深まなざし
- 除夜の妻白鳥のごと湯浴みをり
- 白をもて一つ年とる浮鷗
- ぼうたんの百のゆるるは湯のやうに
- 西国の畦曼珠沙華曼珠沙華
- 億年のなかの今生実南天
- 木の実のごとき臍もちき死なしめき（夫人への追悼句）

などがある。「人間探求派」と呼ばれた楸邨の句に「哲学と叙情の邂逅」を見て俳句を志し、「俳句とは何か」と「人生とは何か」の二つを噛み合わせて句を作ることを身上とした。妻に対する愛情や夫婦のきずななど、日常生活に基づいた句が多く、俳人であるよりはもとの人間でありたい、というのが元来の主張であった。
飯田龍太、金子兜太らと並ぶ、「人間探求派」以後の新風の確立者として評価され、特に1960年代後半から俳壇全体が伝統回帰の傾向を強める中で龍太と人気を二分した。山本健吉は澄雄と龍太を比較して、龍太には土着性に由来する堅固な句柄があるのに対し、「澄雄氏にはむしろ、心の構えをうち崩して、諧謔に興じ入ることが多い。虚実という点から言えば、澄雄氏は虚に傾き、龍太氏には実に傾く度合いが強い」と書いている。三橋敏雄は、龍太の句は土着精神が強く、旅吟においてさえ家郷への思いに支えられているようだと書いている一方で、澄雄の句には「一種の濃厚な漂泊感がある」と述べている
句集では一句集に一つの世界を心がけ、後年は仏教思想に傾いた。「さるすべり美しかりし与謝郡」など、地名を詠んだ句も得意としている。

## 受賞・栄誉
- 1978年 - 読売文学賞（『鯉素』）
- 1987年 - 蛇笏賞（『四遠』）、紫綬褒章
- 1993年 - 勲四等旭日小綬章
- 1997年 - 日本芸術院賞・恩賜賞（『花間』『俳句のいのち』）
- 2001年 - 勲三等瑞宝章
- 2005年 - 文化功労者

## 著作

### 句集
- 『雪櫟』 ユリイカ、1954年
- 『花眼』 牧羊社〈現代俳句15人集〉、1969年
  - 『花眼 定本』 牧羊社、1975年
- 『浮鷗』 永田書房、1973年
- 『森澄雄句集』 五月書房、1976年
- 『鯉素』 永田書房、1977年
  - 同 ウエップ〈ウエップ俳句新書〉、2003年
- 『游方』 立風書房、1980年
- 『淡海』 卯辰山文庫、1982年
- 『空艪』 卯辰山文庫、1983年
- 『四遠』 富士見書房、1986年
  - 邑書林〈邑書林句集文庫〉、1996年
- 『所生』 角川書店、1989年
- 『はなはみな』 ふらんす堂〈ふらんす堂文庫 〉、1990年
- 『森澄雄 花神コレクション〈俳句〉』 花神社、1992年
- 『白小』 花神社、1995年
- 『花間』 朝日新聞社、1998年
- 『古都悠遊』 ふらんす堂〈ふらんす堂文庫〉、1999年
- 『曼陀羅華』 朝日新聞社、2000年
- 『天日』 朝日新聞社、2001年
- 『森澄雄句集』 芸林書房〈芸林21世紀文庫 〉、2002年
- 『遊心』 ウエップ、2003年
- 『虚心』 文學の森、2004年
- 『深泉』 文學の森、2008年
- 『季題別 森澄雄全句集』 角川学芸出版、2011年

### 俳書
- 『森澄雄俳論集』 永田書房、1971年
- 『俳句遊心』 五月書房、1980年　ふらんす堂〈ふらんす堂文庫〉、2004年
- 『澄雄俳話百題』 永田書房、1984年
- 『森澄雄俳句塾』 文化出版局、1984年
- 『森澄雄俳句歳時記』 杉編集部編 卯辰山文庫、1985年
- 『俳句遊想』 講談社学術文庫、1987年
- 『俳句と遊行 森澄雄対談集』 富士見書房、1987年
- 『詩の真実 俳句実作作法』 角川春樹共著 角川書店〈角川選書〉、1987年
- 『俳人句話 現代俳人たちの風貌と姿勢』 角川書店、1989年
- 『俳句への旅』 角川選書、1990年
- 『澄雄俳話五十題』 永田書房、1993年
- 『めでたさの文学』 邑書林、1994年
- 『俳句この豊かなるもの』 邑書林、1994年
- 『森澄雄歳時記』 花神社、1995年
- 『俳句のいのち』 角川書店、1998年
- 『俳句のゆたかさ 森澄雄対談集』 朝日新聞社、1998年
- 『見て忘る』（堀越千秋・画） 架空社、1999年
- 『俳句に学ぶ』 角川書店、1999年
- 『新・澄雄俳話百題』 永田書房、2005年
- 『遺稿 森澄雄俳話集』（上下） 永田書房、2011年

## 関連文献
- 岡井省二 『森澄雄 鑑賞秀句100句選』牧羊社、1992年
- 坂口昌弘著『毎日が辞世の句』東京四季出版
- 坂口昌弘著『平成俳句の好敵手』文學の森
- 鈴木太郎『森澄雄の恋の句』邑書林、1993年
- 榎本好宏『森澄雄とともに』花神社、1993年
- 上野一孝『森澄雄の107句』舷灯社、2002年
- 上野一孝『森澄雄俳句熟考』角川学芸出版、2011年
- 脇村禎徳『森澄雄』（増補版）角川書店、2011年